# Bloomburg
Bloomburg – miasto w Stanach Zjednoczonych, w stanie Teksas, w hrabstwie Cass.